# Clap Your Hands (песня 2NE1)
«Clap Your Hands» (кор. 박수 쳐, Baksu Chyeo) — четвёртый сингл корейской поп-группы 2NE1 с их первого полноценного студийного альбома To Anyone.

## Информация о песне
Сразу же после выхода диска To Anyone «Clap Your Hands» была объявлена в качестве одного из трёх лид-синглов с альбома вместе с «Go Away» и «Can’t Nobody». Мероприятия по продвижению происходили одновременно для трёх этих песен. За день до официального релиза песни был выпущен 30-секундный тизер. Сам сингл появился в продаже 8 сентября 2010 года, в тот же день, что и видеоклип к песне. Клип представляет видеоряд из сцен на улице, в додзё, джунглях и киберпространстве.

## Позиции в чартах
«Clap Your Hands» попал в хит-парады вместе с двумя другими песнями группы, выбранными для одновременного продвижения альбома, в хит-парадах позиции трёх песен часто менялись между собой. Например, в чарте Monkey3 «Can’t Nobody», «Go Away», и «Clap Your Hands» заняли соответственно 1, 2 и 3 места после релиза. «Clap Your Hands» заняла первое место на Mnet M! Countdown после выступления группы на этом телешоу. В основном корейском хит-параде — Gaon Chart — «Clap Your Hands» добрался до 3 места, также, пропустив перед собой два сингла авторства группы.